# Briefmarken-Jahrgang 1970 der Deutschen Bundespost Berlin
Der Briefmarken-Jahrgang 1970 der Deutschen Bundespost Berlin umfasste 13 Sondermarken und vier Dauermarken.
Die Briefmarken dieses Jahrganges waren bis zum 31. Dezember 1991 frankaturgültig.
Der Nennwert der Marken betrug 10,43 DM; dazu kamen 1,15 DM als Zuschlag für wohltätige Zwecke.
Alle Dauermarken der neuen Serie „Bundespräsident Gustav Heinemann“ erschienen am gleichen Tag auch mit der Aufschrift Deutsche Bundespost.

## Liste der Ausgaben und Motive
Legende
- Bild: Eine bearbeitete Abbildung der genannten Marke. Das Verhältnis der Größe der Briefmarken zueinander ist in diesem Artikel annähernd maßstabsgerecht dargestellt. Sollten keine Marken abgebildet sein, liegt es daran, dass das Urheberrecht des Künstlers noch nicht erloschen ist.
- Beschreibung: Eine Kurzbeschreibung des Motivs und/oder des Ausgabegrundes. Bei ausgegebenen Serien oder Blocks werden die zusammengehörigen Beschreibungen mit einer Markierung versehen eingerückt.
- Wert: Der Frankaturwert der einzelnen Marke in Pfennig. Ein „+“ bedeutet, dass es sich um eine Zuschlagsmarke handelt (= Frankaturwert + Spende).
- Ausgabedatum: Das Datum des erstmaligen Verkaufs dieser Briefmarke.
- Auflage: Soweit bekannt, wird hier die zum Verkauf angebotene Anzahl dieser Ausgabe angegeben.
- Entwurf: Soweit bekannt, wird hier angegeben, von wem der Entwurf dieser Marke stammt.
- Mi.-Nr.: Diese Briefmarke wird im Michel-Katalog unter der entsprechenden Nummer gelistet.

| Sondermarken | |                  |                           |                        |                        |                     |
| Bild         | Beschreibung | Werte in Pfennig | Ausgabe- datum (1970)     | Auflage                | Entwurf                | Mi.-Nr.             |
|              | 150. Geburtstag von Theodor Fontane Gemälde von Hanns Fechner                                                                            | 20               | 7. Januar                 | 15.365.000             | Bundesdruckerei Berlin | 353                 |
|              | Für die Jugend 1970: Minnesänger - Heinrich von Stretlingen (zweite Hälfte des 13. Jh.), Miniatur aus der Manessischen Liederhandschrift | 10+5             | 5. Februar                | 3.038.000              | Paul Froitzheim        | 354                 |
|              | - Meinloh von Sevelingen (um 1170), Miniatur aus der Weingartner Liederhandschrift                                                       | 20+10            | 5. Februar                | 3.126.000              | Paul Froitzheim        | 355                 |
|              | - Burkhart von Hohenfels (1212–1242), Miniatur aus der Manessischen Liederhandschrift                                                    | 30+15            | 5. Februar                | 2.987.000              | Paul Froitzheim        | 356                 |
|              | - Albrecht von Johannesdorf (1180–1209), Miniatur aus der Manessischen Liederhandschrift                                                 | 50+25            | 5. Februar                | 2.971.000              | Paul Froitzheim        | 357                 |
|              | Internationale Filmfestspiele Berlin Filmstreifen in den Farben des Spektrums                                                            | 30               | 18. Juni                  | 6.000.000              | Bundesdruckerei Berlin | 358                 |
|              | Berliner Festwochen Farbgrafik (Musik, Tanz, Theater und Kunst)                                                                          | 30               | 4. September              | 7.500.000              | Joachim Hans Hiller    | 372                 |
|              | Wohlfahrtsmarken 1970: Marionetten Marionetten der Puppentheatersammlung München - Kasperl                                               | 10+5             | 6. Oktober                | 6.180.000              | Erna de Vries          | 373                 |
|              | - Polichinelle | 20+10            | 6. Oktober                | 6.031.000              | Erna de Vries          | 374                 |
|              | - Punch | 30+15            | 6. Oktober                | 6.215.000              | Erna de Vries          | 375                 |
|              | - Pulcinella | 50+25            | 6. Oktober                | 4.560.000              | Erna de Vries          | 376                 |
|              | 175. Geburtstag von Leopold von Ranke Gemälde von Julius Schrader                                                                        | 30               | 23. Oktober               | 7.500.000              | Bundesdruckerei Berlin | 377                 |
|              | Weihnachtsmarke 1970 Engel, Krippenfigur aus dem Ursulinenkloster Innsbruck                                                              | 10+5             | 12. November              | 5.545.000              | Erna de Vries          | 378                 |
| Dauermarken  | |                  |                           |                        |                        |                     |
| Bild         | Beschreibung | Werte in Pfennig | Ausgabe- datum (1970)     | Auflage Berlin, Bund   | Entwurf                | Mi.-Nr Berlin, Bund |
|              | Dauermarkenserie: Bundespräsident Gustav Heinemann                                                                                       | 5                | 23. Juli                  | 21.042.000 321.746.000 | Karl Hans Walter       | 359 635             |
| 10           | Dauermarkenserie: Bundespräsident Gustav Heinemann                                                                                       | 23. Oktober      | 120.236.000 1.182.920.000 | 361 636                | Karl Hans Walter       |                     |
| 20           | Dauermarkenserie: Bundespräsident Gustav Heinemann                                                                                       | 23. Oktober      | 117.530.000 980.136.000   | 362 637                | Karl Hans Walter       |                     |
| 100          | Dauermarkenserie: Bundespräsident Gustav Heinemann                                                                                       | 23. Juli         | 15.359.000 275.675.000    | 369 644                | Karl Hans Walter       |                     |